# Корпус польової артилерії армії США
Корпус польової артилерії армії США, або Польова артилерія США (англ. Field Artillery Branch (United States) — рід військ армії Сполучених Штатів Америки, вперше створений у 1775 році. Цей рід військ, нарівні з піхотою і кавалерією, раніше вважався одним із «класичних» родів військ (що визначаються як ті роди військ армії, основним призначенням яких є вступ у збройне протистояння із силами противника), але за поточною організаційною доктриною армії США, піхота належить до чинної класифікації формувань «маневру, вогню та ефекту» (англ. Maneuver, Fires and Effects, MFE).

## Історія
Історія польової артилерії армії США сягає 17 листопада 1775 року, коли Континентальний конгрес одноголосно обрав Генрі Нокса «полковником артилерійського полку». Полк офіційно увійшов до строю 1 січня 1776 року. Протягом XIX століття було сформовано загалом сім артилерійських полків, які складалися з рот важкої артилерії та батарей легкої артилерії. Батареї легкої артилерії виконували роль польової артилерії, хоча на той час це позначення й не використовували. Сім артилерійських полків були позначені як полки артилерії та не розрізнялися як «берегова» чи «польова» артилерія, як це було у XX столітті.
Під час реорганізації армії на підставі акта Конгресу, прийнятого 2 лютого 1901 року, сім артилерійських полків реорганізували в артилерійський корпус. Корпус також розділили на 195 батарейних підрозділів (на той час називалися ротами) польової та берегової артилерії. У 1907 році артилерійський корпус реорганізовано в польову артилерію та береговий артилерійський корпус. Хоча наразі польова артилерія та артилерія протиповітряної оборони є окремими родами військ, обидві успадковують традиції артилерійського роду.
У 1907 році роти польової артилерії артилерійського корпусу організували в шість полків польової артилерії. У 1916 році, коли США готувалися до свого вступу в Першу світову війну, ці шість полків доповнено ще 15 полками польової артилерії. Під час Першої світової війни численні інші полки польової артилерії сформували в Національній гвардії та Національній армії, які були мобілізовані на доповнення до регулярної армії.
У 1924 році армія реорганізувала Корпус берегової артилерії за полковою системою. Перші сім полків зберегли походження від семи артилерійських полків, що існували у XIX столітті. У 1950 році цей корпус був розформований, а його частини були об'єднані з польовою артилерією в єдиний рід військ армії США. У 1968 році артилерія розділилася на підрозділи польової артилерії та артилерії ППО, причому новостворені 1-7-й артилерійські полки ППО зберегли спадщину від семи артилерійських полків XIX століття.
Хоча найстаріші артилерійські полки в армії входять до складу артилерії ППО, це не обов'язково стосується окремих підрозділів нижче полкового рівня. Наприклад, 1-й батальйон 5-ї полку польової артилерії веде своє походження від батареї Олександра Гамільтона, сформованого у 1776 році, який є найстарішим артилерійським підрозділом у діючій армії США і єдиним підрозділом регулярної армії, який може простежити своє походження до Американської революції.
Найстарішим підрозділом польової артилерії в армії США є 1-й батальйон 101-го полку польової артилерії Національної гвардії армії Массачусетсу, який веде історію свого існування з грудня 1636 року. Спочатку це був піхотний підрозділ, але в 1916 році він був реорганізований в артилерійську частину.

## Озброєння Корпусу польової артилерії армії США
За станом на 2025 рік основними зразками озброєння та військової техніки польової артилерії армії США є п'ять типів польових артилерійських систем озброєння:
- 105-мм легка буксирувана гаубиця M119A3
- 155-мм середня буксирувана гаубиця M777A2
- 155-мм самохідна гаубиця M109A7 «Паладин»
- високомобільна реактивна артилерійська система M142 (HIMARS) — колісна пускова установка, здатна стріляти 227-мм ракетами або ракетами армійської тактичної ракетної системи (ATACMS)
- реактивна система залпового вогню M270A1 (MLRS) — самохідна пускова установка, здатна стріляти 227-мм ракетами або ракетами армійської тактичної ракетної системи (ATACMS):